# Triángulo de hierro

Diagrama del «triángulo de hierro» en la política estadounidense.

En la política de Estados Unidos, el triángulo de hierro que se refiere a la realización de las políticas públicas a través de la relación de los comités del Congreso, la burocracia y los grupos de interés, como fue descrito en 1981 por Gordon Adams. Sin embargo, las primeras menciones del concepto «triángulo de hierro» se encuentran en el Congressional Quarterly Weekly Report de 1956 en los artículos «Iron triangle: Clout, background, and outlook» y «Chinks in the Iron Triangle?». Asimismo, otras disciplinas han adoptado la terminología para referirse a los actores que intervienen para la formulación de un determinado objetivo.
En otros países, el término es utilizado para referirse a la triangulación entre distintos actores del escenario público para lograr determinadas políticas públicas, siendo a veces actores privados, públicos y distintos poderes del Estado, sin que necesariamente estén presente todos ellos.

## Concepto y funcionamiento
El concepto central del triángulo de hierro se basa en la suposición de que las agencias burocráticas, en tanto entidades políticas, buscan crear y consolidar su propia base de poder.
Siguiendo esta visión, el poder de una agencia (como por ejemplo las empresas estatales, los entes autárticos o los organismos de control) se encuentran determinados por su circunscripción electoral, no por quienes se verían beneficiados de ella. Al respecto, la circunscripción son aquellos que comportan un objetivo o un interés común, separando a quienes se verían beneficiados de los beneficios esperados o de los servicios que la burocracia gubernamental o una agencia identificó como grupo a ser beneficiado.
Una aparente disfusión burocrática puede causar una alianza formada entre el ente gubernamental y alguna circunscripción electoral. Los objetivos de una agencia o entidad gubernamental pueden terminar siendo frustrados o dejados de lado entonces, en desmedro del conjunto de ciudadanos a los que debería servir.
La necesidad de una institución que establezca una base sólida generalmente resulta en la creación de lazos estrechos con un grupo específico dentro de una determinada circunscripción electoral. Ello es posible cuando se identifican posibles aliados que estarían interesados en mejorar su posición de poder político una vez que logran estar en la esfera política, buscando captar ciertos grupos sociales para así construir cierto capital social.
Los privados o grupos de presión o lobby, a diferencia de los individuos que pueden ser parte de la circunscripción, poseen sustancialmente más poder e influencia. Estos grupos generalmente poseen mayor organización, mayores recursos, poder de movilización, tienen una parte activa en las actividades políticas, financiamiento de campaña, actividades de cabildeo, e incluso proponiendo leyes. De esta manera, un organismo estatal podría tener más interés en apoyar a estos grupos para lograr sus objetivos que a determinados sujetos de una circunscripción. Por su parte, el organismo estatal tendría más posibilidades de recibir apoyo político y caudal electoral.